# Charles Van Belle
Charles Antoine Van Belle (Tilleur, 29 september 1881 - 21 november 1974) was een Belgisch senator.

## Levensloop
Van Belle maakte deel uit van verschillende vakbonden: de mijnwerkers (1900), de verenigde arbeiders en schrijnwerkers (1902). Hij was secretaris van de arbeidersbonden van Seraing en omliggende (1909-1940). Tijdens de Eerste Wereldoorlog verbleef hij in Engeland.
Lid geworden van de Belgische Werkliedenpartij in 1902, werd hij in 1912 verkozen tot provincieraadslid voor de provincie Luik. In 1922 werd hij verkozen tot socialistisch senator voor het arrondissement Luik en vervulde dit mandaat tot in 1954. Van 1954 tot 1958 was hij gecoöpteerd senator. Van 1951 tot 1958 was hij ondervoorzitter van de Senaat.
Hij en zijn broer François stemden na de bevrijding in 1944 als enigen niet voor Prins Karel als regent, maar wel voor Louis de Brouckère.
Met zijn broer François nam hij deel aan het Waals congres van 1912. In 1930 behoorde hij tot de Concentration wallonne. Hij trad op als rapporteur op socialistische congressen. Tijdens de Tweede Wereldoorlog was hij lid van de Rassemblement démocratique et socialiste wallon en na de oorlog trad hij toe tot Wallonie libre.